# ویکتوریا ۲
 ویکتوریا ۲  یک بازی استراتژی وارگیم راهبرد کلان است که به عنوان دنباله‌ای برای بازی ویکتوریا: یک امپراتوری زیر خورشید (۲۰۱۳)، توسط شرکت سوئدی پارادوکس اینتراکتیو در ۱۳ اوت ۲۰۱۰ برای مایکروسافت ویندوز و در ۱۷ دسامبر همان سال برای مک‌اواس منتشر شد.
در ویکتوریا ۲، بازیکن یکی از ۲۰۰ کشوری که در بازی هستند را از سال ۱۸۳۶ تا ۱۹۳۶ کنترل می‌کند. بازیکن چندین ابزار برای مدیریت اقتصاد، فناوری، سیاست داخلی، دیپلماسی، ارتش و نیروی دریایی دارد. تفاوت اصلی دیگر بازی‌های استراتژی پارادوکس اینتراکتیو با ویکتوریا ۲، تاکید قابل‌توجه بر جزئیات فرآیندهای داخلی در حال رخ دادن در دولت و یک سامانه دیپلماسی توسعه‌یافته در دسترس برای قدرت‌های بزرگ است. برخلاف قسمت یکم، توسعه‌دهندگان این قسمت بازی را کمتر وابسته به رخدادهای تاریخی کردند و بازی غیر-خطی‌تر شد. بازی همچنین یک حالت چندنفره دارد که ۳۲ نفر می‌توانند با هم بازی کنند.
منتقدان به‌طور گرمی از بازی استقبال کردند و بازی نمره‌هایی میان ۸۱-۷۵ از ۱۰۰ دریافت کرد. اگرچه منتقدان پذیرفتند که بازی بیشتر برروی هواداران سبک استراتژی تمرکز دارد و از ژرفا و توجه به جزئیات در بازی را تحسین کردند، آن‌ها به مسیری که توسعه‌دهندگان برای آسان‌تر کردن بازی برای بازیکنان مبتدی پیش بردند، اشاره کردند.